# Tachov (nádraží)
Tachov je železniční stanice v severní části okresního města Tachov v Plzeňském kraji nedaleko řeky Mže poblíž městského autobusového nádraží. Leží na jednokolejné neelektrizované trati Domažlice – Planá u Mariánských Lázní. Na území města se nachází též železniční zastávky Tachov zastávka a Tachov-Bíletín. Ve stanici probíhá rekonstrukce interiéru.[kdy?][zdroj?]

## Historie
16. ledna 1895 otevřela společnost Místní dráha Planá-Tachov trať z Plané u Mariánských Lázní, kudy od roku 1872 vedla trať společnosti Dráhy císaře Františka Josefa (KFJB) spojující Vídeň, České Budějovice a Cheb. Nově postavená stanice v Tachově zde vznikla jako koncová stanice, dle typizovaného stavebního vzoru. 1. srpna 1910 zprovoznila společnost Místní dráha Domažlice-Tachov železniční spojení s Domažlicemi napojující se na existující železnici Planá-Tachov v obci Pasečnice.
Místní dráha Planá–Tachov zajišťovala provoz sama. Provoz na trati z Domažlic zajišťovaly od zahájení Císařsko-královské státní dráhy (kkStB), po roce 1918 Československé státní dráhy (ČSD), trať byla zestátněna roku 1925. Místní dráha Planá–Tachov byla zestátněna až ve 30. letech 20. století.

## Popis
Nacházejí se zde tři jednostranné vnitřní úrovňová nekrytá nástupiště, k příchodu na nástupiště slouží přechody přes koleje.